# Дитрих Елзаски
Дитрих /Тиери/ Елзаски (на немски: Dietrich von Elsass; на нидерландски: Diederik van de Elzas; на френски: Thierry d'Alsace, * ок. 1100, † 17 януари 1168) е 15-и граф на Фландрия от 1128 г. до смъртта си.

## Произход
Той е най-малкият син на херцог Дитрих II от Лотарингия и втората му съпруга Гертруда Фландърска (1080 – 1117) от Дом Фландрия, дъщеря на Роберт I Фризиеца, граф на Фландрия († 1092). Брат му Хайнрих († 7 юни 1165) е епископ на Тул (1126 – 1165).

## Поемане на властта над Фландрия
На 2 март 1127 година е убит Карл Добрия, граф на Фландрия, който не оставя наследници. Възползвайки се от правата си на сюзерен Луи VI, крал на Франция, предава Фландрия на Вилхелм Клитон, имащ права над Фландрия чрез своята баба, Матилда Фландърска, произхождаща от Фландърския дом. Инвеститурата на Клитон с титула „граф на Фландрия“ става на 23 март 1127 година в Арас като заобикаля правата на ред по-близки родственици на Карл Добрия.
През 1133 г. умира първата му съпруга Маргарета от Клермон (вдовица на братовчед му Карл Добрия), с която има една дъщеря.
Има много претенденти за Фландрия, но след смъртта на Вилхелм I Клитон, сред другите претенденти успява Тиери.

## Пътуване до Светите земи
Дитрих е четири пъти на поклонение в Светите земи.
През 1139 г. Дитрих заминава на поклонение до Йерусалимското кралство и се жени за Сибила Анжуйска (1112 – 1165), дъщеря на крал Фулк Йерусалимски и вдовица на нормандския титуляр-херцог Вилхелм Клито. Той се връща със Сибила във Фландрия, за да потуши бунт в Долна Лотарингия, управлявана тогава от Готфрид III от Льовен.
Дитрих присъства на 31 март 1146 г. във Вецелай (Франция), когато френската кралска двойка взема кръста след проповед на Бернар от Клерво.
През 1147 г., по времето на Втория кръстоносен поход, Дитрих отива отново в Светата земя, а Сибила го замества във Фландрия. Той ръководи прекосяването на река Меандер в Анатолия и през 1148 г. се бие в битката при Анталия. Участва в обсадата на Дамаск, ръководена от полубрата на съпругата му, Балдуин III от Йерусалим, но не получава Дамаск, както очаква и след няколко дена всички се връщат обратно. Той се връща отново във Фландрия през 1150 г.
През 1157 г. Дитрих заедно със Сибила отива на третото си поклонение и тя се разделя от него с пристигането им в Йерусалим и не желае да се върне с него обратно и става там монахиня в манастира „Св. Лазар“ в Бетания, където нейната леля е игуменка. Дитрих се връща обратно през 1159 г. През неговото отсъствие Фландрия е управлявана от сина му Филип, който след връщането му остава като съ-владетел.
През 1164 г. Дитрих отива за четвърти път в Светата земя. Той придружава крал Амалрих I, друг полубрат на Сибила, до Антиохия и Триполи. През 1166 г. се връща обратно.
Дитрих умира на 4 февруари 1168 г. и е погребан в абатството на Ватен.

## Деца
∞ 1. Маргарета от Клермон († 1133), той има една дъщеря:
- Лорета или Лаурета († 1170 като монахиня)

∞ I) пр. 1139 Ивайн († 1145), граф на Аалст
∞ II) 1150 (1152 разведена) Хайнрих II († 1167), граф на Лимбург
∞ III) 1152 Раул I († 1152) граф на Вермандоа (Дом Франция-Вермандоа)
∞ IV) 1152/59 (1163 разведена) Хайнрих Слепи († 1196), граф на Люксембург (Дом Намюр)
∞ 2. Сибила от Анжу – имат седем деца:
- Балдуин († пр. 1154)
- Филип I († 1191), граф на Фландрия

∞ I) Елизабет, графиня на Вермандоа († 1183), дъщеря на граф Раул I
∞ II) Матилда Португалска († 1218), дъщеря на крал Афонсу I от Португалия
- Матийо I Елзаски († 1173) ∞ графиня Мария Булонска
- Маргарета († 1194), 1191 графиня на Фландрия

∞ I) Раул II, 1160 граф на Вермандоа († 1167) (Дом Франция-Вермандоа)
∞ II) Балдуин V, граф на Хенегау (Дом Фландрия)
- Гертруда († 1186),

∞ I) пр. 1155 (пр. 1162 разведена) Хумберт от Савоя
∞ II) сл. 1158 Хуг III д’Оаси, кастелан на Камбре
- Матилда († пр. 1194), от 1187 г. абтеса на Fontrevault
- Петер († 1176), от 1167 г. епископ на Камбре, ∞ Матилда от Бургундия († 1219), дъщеря на Раймонд от Бургундия